# José Acuña Pardo
José Acuña Pardo (Huimanguillo, Tabasco, 1876-Ciudad de México, 1943) fue un militar mexicano que participó en la Revolución mexicana. Nació en  
En 1910 se incorporó a las fuerzas maderistas del General Ignacio Gutiérrez que operaba en su estado natal; participó en la Batalla de Cárdenas, la Batalla de Candelero, la Batalla de San Felipe y la Batalla de Río Nuevo. Más tarde se adhirió al movimiento felicista, combatiendo con Felipe Villar y J. Ramos Romero. En 1917 militó bajo las órdenes de Manuel Peláez en la Huasteca petrolera. En 1918 regresó a Tabasco con las fuerzas de J. Ramos Romero. En 1920 se unió al Plan de Agua Prieta, y en 1923 secundó la rebelión delahuertista que marcó su fin en el ejército pues al término de la rebelión se retiró con el grado de general brigadier. 